# Алпийски тритон
Алпийският тритон (Ichthyosaura alpestris) е дребно опашато земноводно от семейство саламандрови (Salamandridae). На дължина достига 9 cm при мъжките и 12 cm при женските екземпляри.
През размножителния сезон през пролетта мъжките имат синьо оцветяване по гърба, отстрани са с черни и бели точки, а на корема имат оранжева ивица. Малкият гребен на гърба е оцветен в жълто и черно. Женските са на сиви, кафяви и зелени петна, за да се прикриват във водата. Коремът и при двата пола е ярко оранжев. След размножителния период възрастните екземпляри придобиват по-тъмна, почти черна, окраска, предназначена за прикриване на сушата.

## Подвидове
- T. a. alpestris
- T. a. apuanus
- T. a. cyreni
- T. a. lacusnigri
- T. a. montenegrinus
- T. a. piperianus
- T. a. serdarus
- T. a. inexpectatus
- T. a. veluchiensis

## Разпространение и местообитание
Основният ареал на алпийския тритон е в Средна Европа – от Северна Франция до източните склонове на Карпатите и от Южна Дания до Алпите. В Южна Европа се среща на отделни изолирани находища (Северна Португалия, Централна Испания, Кантабрия, Южна Италия, Балканския полуостров до Пелопонес), останали при оттеглянето на ледовете след последния ледников период.
В България алпийският тритон също се среща в изолирани групи в Стара планина (Петрохан), Осоговска планина, Рила (Седемте Рилски езера, Якорудските езера, Юндола), Родопите (Смолянските езера и други) и Средна гора. Всички местообитания са с надморска височина от 1200 до 2500 m.
Алпийският тритон предпочита гъсти широколистни гори с изобилие на вода в хълмисти и планински райони. Почти не се среща извън горите.

## Начин на живот и хранене
Алпийският тритон живее в близост до планински езера и мочурливи местности. Той се среща и във водоеми със съвсем малка площ и дълбочина. През размножителния период живее по-често във водата, а през останалата част от годината главно на сушата. Там той се крие под изсъхнали листа, гниещи дървета и пънове. След събуждане от зимния сън се премества във водата, подготвяйки се за размножаване. Храни се с дребни безгръбначни.

## Размножаване
Алпийският тритон се размножава през май-юни в различни водоеми с гъста подводна и надводна растителност. Женската снася по 100-200 яйца.

## Природозащитен статут
- Червен списък на световнозастрашените видове (IUCN Red list) – Незастрашен (Least Concern LC)[3]
- Алпийският тритон е включен като рядък вид в Червената книга на България. Защитен е от Приложение III на Бернската конвенция и от Приложения II и III на Закона за биологичното разнообразие.